# Coleophora
Coleophora là một chi bướm đêm thuộc họ Coleophoridae. Chúng có hơn 1.350 loài được mô tả. Chi này hiện diện khắp các châu lục nhưng phần lớn được tìm thấy ở các vùng Nearctic và Palaearctic. Nhiều nhà sinh học đã cố tách chi này thành nhiều chi nhỏ hơn nhưng phần lớn cách tách này không được công nhận rộng rãi. Loài này ăn hạt, hoa và lá của cây chủ.

## Danh pháp đồng nghĩa
| Synonym          | Source     | Year | Notes                                         | Type – species                         | Source                  | Year | Replacement name |
| ---------------- | ---------- | ---- | --------------------------------------------- | -------------------------------------- | ----------------------- | ---- | ---------------- |
| Abaraschia       | Capuse     | 1973 |                                               | Coleophora pagmana                     | Toll                    | 1962 |                  |
| Agapalsa         | Falkovich  | 1972 |                                               | Coleophora viminetella                 | Zeller                  | 1849 |                  |
| Amselghia        | Capuse     | 1973 |                                               | Coleophora fringillella                | Zeller                  | 1839 |                  |
| Amseliphora      | Capuse     | 1971 |                                               | Coleophora niveicostella               | Zeller                  | 1839 |                  |
| Apista           | Hübner     | 1825 | junior subjective synonym                     | Tinea gallipennella                    | Hübner                  | 1796 |                  |
| Apocopta         | Falkovich  | 1987 |                                               | C. campella                            | Falkovich               | 1973 |                  |
| Aporiptura       | Falkovich  | 1972 |                                               | C. keireuki                            | Falkovich               | 1970 |                  |
| Ardania          | Capuse     | 1973 |                                               | C. bilineatella                        | Zeller                  | 1849 |                  |
| Argyractinia     | Falkovich  | 1972 |                                               | Porrectaria ochrea                     | Haworth                 | 1828 |                  |
| Ascleriductia    | Capuse     | 1973 |                                               | C. lithargyrinella                     | Zeller                  | 1849 |                  |
| Astyages         | Stephens   | 1834 | junior objective synonym of Haploptilia       |                                        |                         |      |                  |
| Atractula        | Falkovich  | 1987 |                                               | C. lycii                               | Falkovich               | 1972 |                  |
| Aureliania       | Capuse     | 1971 | junior homonym of Aureliania                  |                                        | Gosse                   | 1860 | Ecebalia         |
| Bacescuia        | Capuse     | 1971 |                                               | C. moeniacella                         | Stainton sensu Capuse   | 1971 |                  |
| Baraschia        | Capuse     | 1973 |                                               | C. paradoxella                         | Toll                    | 1961 |                  |
| Belina           | Falkovich  | 1987 |                                               | C. bojalyshi                           | Falkovich               | 1972 |                  |
| Benanderpia      | Capuse     | 1973 |                                               | C. adspersella                         | Benander                | 1939 |                  |
| Bim              | Falkovich  | 1972 | incorrect subsequent spelling of Bima         |                                        |                         |      |                  |
| Bima             | Falkovich  | 1972 |                                               | C. arctostaphyli                       | Meder                   | 1934 |                  |
| Bourgogneja      | Capuse     | 1971 |                                               | Phalaena (Tinea) onosmella             | Brahm                   | 1791 |                  |
| Calcomarginia    | Capuse     | 1973 |                                               | Ornix ballotella                       | Fischer von Röslerstamm | 1839 |                  |
| Caleophora       | Capuse     | 1973 | incorrect subsequent spelling of Coleophora   |                                        |                         |      |                  |
| Carpochena       | Flakovich  | 1972 |                                               | C. squalorella                         | Zeller                  | 1849 |                  |
| Casas            | Wallengren | 1881 |                                               | Tinea leucapennella                    | Hübner                  | 1796 |                  |
| Casigneta        | Wallengren | 1881 | junior homonym of Casigneta                   |                                        | Brunner von Wattenwyl   | 1878 | Casignetella     |
| Casignetella     | Strand     | 1928 | objective replacement name                    | C. millefolii                          | Zeller                  | 1849 |                  |
| Characia         | Falkovich  | 1972 |                                               | C. haloxyli                            | Falkovich               | 1970 |                  |
| Chnoocera        | Flakovich  | 1972 |                                               | C. botaurella                          | Herrich-Schäffer        | 1861 |                  |
| Corethropoea     | Falkovich  | 1972 |                                               | C. elephantella                        | Falkovich               | 1970 |                  |
| Cornulivalvulia  | Capuse     | 1973 |                                               | C. vicinella                           | Zeller                  | 1849 |                  |
| Corothropoea     | Capuse     | 1973 | incorrect subsequent spelling of Corethropoea |                                        |                         |      |                  |
| Cricotechna      | Falkovich  | 1972 |                                               | C. vitisella                           | Gregson                 | 1856 |                  |
| Damophila        | J. Curtis  | 1832 | junior subjective synonym                     | Porrectaria spissicornis (C. mayrella) | Haworth                 | 1828 |                  |
| Ductispira       | Capuse     | 1974 |                                               | C. unistriella                         | Caradja                 | 1920 |                  |
| Dumitrescumia    | Capuse     | 1975 |                                               | C. cecidophorella                      | Oudejans                | 1972 |                  |
| Ecebalia         | Capuse     | 1973 |                                               | Ornix laripennella                     | Zetterstedt             | 1839 |                  |
| Eupista          | Hübner     | 1825 | junior subjective synonym                     | Tinea ornatipennella                   | Hübner                  | 1796 |                  |
| Falkovitshia     | Capuse     | 1972 | misspelling Falkovitschia                     | Falkovitshia marcella                  | Capuse                  | 1972 |                  |
| Frederickoenigia | Capuse     | 1971 |                                               | Ornix flavipennella                    | Duponchel               | 1843 |                  |
| Glaseria         | Capuse     | 1971 |                                               | C. biseriatella                        | Staudinger              | 1859 |                  |
| Globulia         | Capuse     | 1975 |                                               | C. cornuta                             | Heinemann & Wocke       | 1876 |                  |
| Glochis          | Falkovich  | 1987 |                                               | C. tshogoni                            | Falkovich               | 1972 |                  |
| Hamuliella       | Capuse     | 1973 |                                               | C. otitae                              | Zeller                  | 1839 |                  |
| Haploptilia      | Hübner     | 1825 | junior subjective synonym                     | Tinea coracipennella                   | Hübner                  | 1796 |                  |
| Helopharea       | Falkovich  | 1972 |                                               | C. ledi                                | Stainton                | 1860 |                  |
| Helvalbia        | Capuse     | 1973 |                                               | Porrectaria lineolea                   | Haworth                 | 1828 |                  |
| Heringiella      | Börner     | 1944 | junior homonym of Heringiella                 |                                        | Berg                    | 1898 | Carpochena       |
| Ionescumia       | Capuse     | 1971 |                                               | C. clypeiferella                       | Hofmann                 | 1871 |                  |
| Ionnemesia       | Capuse     | 1973 |                                               | C. chalcogrammella                     | Zeller                  | 1839 |                  |
| Kasyfia          | Capuse     | 1973 |                                               | Ornix binderella                       | Kollar                  | 1832 |                  |
| Klimeschja       | Capuse     | 1971 |                                               | C. oriolella                           | Zeller                  | 1849 |                  |
| Klimeschjosefia  | Capuse     | 1975 | unnecessary replacement name of Klimeschja    |                                        |                         |      |                  |
| Klinzigedia      | Capuse     | 1971 |                                               | C. phlomidella                         | Christoph               | 1862 |                  |
| Klinzigia        | Capuse     | 1971 | incorrect original spelling of Kinzigedia     |                                        |                         |      |                  |
| Kuznetzovvlia    | Capuse     | 1973 |                                               | C. solidaginella                       | Staudinger              | 1859 |                  |
| Latisacculia     | Capuse     | 1973 |                                               | C. crocinella                          | Tengström               | 1848 |                  |
| Longibacillia    | Capuse     | 1973 |                                               | C. fergana                             | Toll                    | 1961 |                  |
| Lucidaesia       | Capuse     | 1973 |                                               | Phalaena frischella                    | Linnaeus sensu Capuse   | 1973 |                  |
| Luzulina         | Falkovich  | 1972 |                                               | C. antennariella                       | Herrich-Schäffer        | 1861 |                  |
| Lvaria           | Capuse     | 1973 |                                               | C. lassella                            | Staudinger              | 1859 |                  |
| Macrocorystis    | Meyrick    | 1931 |                                               | C. byrsostola                          | Meyrick                 | 1931 |                  |
| Membrania        | Capuse     | 1973 |                                               | C. calycotomella                       | Stainton                | 1869 |                  |
| Metallosetia     | Stephens   | 1834 | junior objective synonym of Damophila         |                                        |                         |      |                  |
| Metapista        | Capuse     | 1973 |                                               | C. stramentella                        | Zeller                  | 1849 |                  |
| Monotemachia     | Falkovich  | 1972 |                                               | Tinea auricella                        | Fabricius               | 1794 |                  |
| Multicoloria     | Capuse     | 1973 |                                               | C. ditella                             | Zeller                  | 1849 |                  |
| Nemesia          | Capuse     | 1971 | junior homonym of Nemesia                     |                                        | Savigny                 | 1826 | Ionnemesia       |
| Neugenvia        | Capuse     | 1973 |                                               | Eupista vlachi                         | Toll                    | 1953 |                  |
| Nosyrislia       | Capuse     | 1973 |                                               | C. linosyris                           | E.M. Hering             | 1937 |                  |
| Oedicaula        | Falkovich  | 1972 |                                               | C. serinipennella                      | Christoph               | 1872 |                  |
| Omphalopoda      | Falkovich  | 1987 |                                               | C. stegosaurus                         | Falkovich               | 1972 |                  |
| Orghidania       | Capuse     | 1971 |                                               | Tinea gryphipennella                   | Hübner                  | 1796 |                  |
| Orthographis     | Falkovich  | 1972 |                                               | C. brevipalpella                       | Wocke                   | 1874 |                  |
| Oudejansia       | Capuse     | 1973 |                                               | C. obviella                            | Rebel                   | 1914 |                  |
| Papyrosipha      | Falkovich  | 1987 |                                               | C. zhusguni                            | Falkovich               | 1972 |                  |
| Paravalvulia     | Capuse     | 1975 |                                               | C. spiraeella                          | Rebel                   | 1916 |                  |
| Patzakia         | Capuse     | 1973 |                                               | C. silenella                           | Herrich-Schäffer        | 1855 |                  |
| Perygra          | Falkovich  | 1972 |                                               | C. caespititiella                      | Zeller                  | 1839 |                  |
| Perygridia       | Falkovich  | 1972 |                                               | C. sylvaticella                        | Wood                    | 1892 |                  |
| Phagolamia       | Falkovich  | 1972 |                                               | C. virgatella                          | Zeller                  | 1849 |                  |
| Phylloschema     | Falkovich  | 1972 |                                               | C. glitzella                           | Hofmann                 | 1869 |                  |
| Plegmidia        | Falkovich  | 1972 |                                               | C. juncicolella                        | Stainton                | 1851 |                  |
| Polystrophia     | Falkovich  | 1987 |                                               | C. calligoni                           | Falkovich               | 1972 |                  |
| Porrectaria      | Haworth    | 1828 | junior objective synonym of Coleophora        | Tinea anatipennella                    | Hübner                  | 1796 |                  |
| Postvinculia     | Capuse     | 1975 |                                               | Ornix lutipennella                     | Zeller                  | 1838 |                  |
| Proglaseria      | Capuse     | 1973 |                                               | C. laticostella                        | J.J. Mann               | 1859 |                  |
| Protocryptis     | Meyrick    | 1931 |                                               | Protocryptis obducta                   | Meyrick                 | 1931 |                  |
| Quadratia        | Capuse     | 1975 |                                               | C. fuscocuprella                       | Herrich-Schäffer        | 1854 |                  |
| Ramidomia        | Falkovitsh | 2005 |                                               | C. micronotella                        | Toll                    | 1956 |                  |
| Razowskia        | Capuse     | 1971 |                                               | C. hafneri                             | Prohaska                | 1923 |                  |
| Rhabdoeca        | Falkovich  | 1987 |                                               | C. galligena                           | Falkovich               | 1970 |                  |
| Rhamnia          | Capuse     | 1975 |                                               | C. ahenella                            | Heinemann               | 1876 |                  |
| Sacculia         | Capuse     | 1975 |                                               | C. excellens                           | Toll                    | 1952 |                  |
| Scleriductia     | Capuse     | 1973 |                                               | C. ochripennella                       | Zeller                  | 1849 |                  |
| Stabilaria       | Falkovich  | 1988 |                                               | C. univittella                         | Staudinger              | 1880 |                  |
| Stollia          | Capuse     | 1971 | junior homonym of Stollia                     |                                        | Ellenrieder             | 1862 | Coleophora       |
| Suireia          | Capuse     | 1971 |                                               | Ornix badiipennella                    | Duponchel               | 1843 |                  |
| Symphypoda       | Falkovich  | 1972 |                                               | C. transcaspica                        | Toll                    | 1959 |                  |
| Systrophoeca     | Falkovich  | 1972 |                                               | C. siccifolia                          | Stainton                | 1856 |                  |
| Tolleophora      | Capuse     | 1971 |                                               | C. asthenella                          | Constant                | 1893 |                  |
| Tollsia          | Capuse     | 1973 |                                               | C. hornigi                             | Toll                    | 1952 |                  |
| Tritemachia      | Falkovich  | 1987 |                                               | C. captiosa                            | Falkovich               | 1972 |                  |
| Tuberculia       | Capuse     | 1975 |                                               | C. albitarsella                        | Zeller                  | 1849 |                  |
| Ulna             | Capuse     | 1973 |                                               | C. saponariella                        | Heeger                  | 1848 |                  |
| Valvulongia      | Capuse     | 1971 |                                               | C. falcigerella                        | Christoph               | 1872 |                  |
| Vladdelia        | Capuse     | 1971 |                                               | C. niveistrigella                      | Wocke                   | 1876 |                  |
| Zagulajevia      | Capuse     | 1971 |                                               | C. tadzhikiella                        | Danilevsky              | 1955 |                  |
| Zangheriphora    | Capuse     | 1971 |                                               | Tinea laricella                        | Hübner                  | 1817 |                  |

## Một số loài tiêu biểu
- Coleophora absinthii
- Coleophora acamtopappi
- Coleophora acanthyllidis
- Coleophora accordella
- Coleophora aceris
- Coleophora achaenivora
- Coleophora acmura
- Coleophora acrisella
- Coleophora acuminatoides
- Coleophora acutipennella
- Coleophora acutiphaga
- Coleophora adalligata
- Coleophora adelogrammella
- Coleophora adelpha
- Coleophora adilella
- Coleophora adjacentella
- Coleophora adjectella
- Coleophora adjunctella
- Coleophora adspersella
- Coleophora adumbratella
- Coleophora adustella
- Coleophora aegra
- Coleophora aegyptiacae
- Coleophora aelleniae
- Coleophora aeneostrigella
- Coleophora aeneusella
- Coleophora aequalella
- Coleophora aequigesa
- Coleophora aereipennis
- Coleophora aestuariella
- Coleophora aethiopiformis
- Coleophora aethiops
- Coleophora affiliatella
- Coleophora afghana
- Coleophora afra
- Coleophora africana
- Coleophora afrohispana
- Coleophora afrosarda
- Coleophora agenjoi
- Coleophora agilis
- Coleophora aglabitella
- Coleophora agnatella
- Coleophora agrammella
- Coleophora agrianella
- Coleophora agricolella
- Coleophora ahenella
- Coleophora alaudipenella
- Coleophora alba
- Coleophora albacostella
- Coleophora albarracina
- Coleophora albens
- Coleophora albiantennaella
- Coleophora albicans
- Coleophora albicella
- Coleophora albicilia
- Coleophora albicinctella
- Coleophora albicornis
- Coleophora albicornuella
- Coleophora albicosta
- Coleophora albicostella
- Coleophora albidella
- Coleophora albidorsella
- Coleophora albifuscella
- Coleophora albigriseella
- Coleophora albilineella
- Coleophora albiochrella
- Coleophora albipennella
- Coleophora albisquamella
- Coleophora albitarsella
- Coleophora albociliella
- Coleophora albostraminata
- Coleophora albotitae
- Coleophora albovanescens
- Coleophora albulae
- Coleophora alcyonipennella
- Coleophora algeriensis
- Coleophora algidella
- Coleophora alhamaella
- Coleophora aliena
- Coleophora alniella
- Coleophora alnifoliae
- Coleophora alnivorella
- Coleophora alphitonella
- Coleophora alpicola
- Coleophora altaicolella
- Coleophora alticolella
- Coleophora altivagella
- Coleophora amaranthella
- Coleophora amaranthivora
- Coleophora amarchana
- Coleophora amasicola
- Coleophora amasiella
- Coleophora amellivora
- Coleophora amentastra
- Coleophora amethystinella
- Coleophora amiculella
- Coleophora ammodyta
- Coleophora amseli
- Coleophora amseliella
- Coleophora amygdalina
- Coleophora anabaseos
- Coleophora anaeli
- Coleophora anatipennella
- Coleophora anatolica
- Coleophora ancistron
- Coleophora andalusiae
- Coleophora anguliferella
- Coleophora angustilinea
- Coleophora angustiorella
- Coleophora angustipennis
- Coleophora anisota
- Coleophora anitella
- Coleophora annulatella
- Coleophora annulicola
- Coleophora annulipes
- Coleophora anseripennella
- Coleophora antennariella
- Coleophora anthocalia
- Coleophora aphanombra
- Coleophora aphrocrossa
- Coleophora apicella
- Coleophora apicialbella
- Coleophora approximata
- Coleophora arabica
- Coleophora arachnias
- Coleophora aratorensis
- Coleophora arctostaphyli
- Coleophora ardeaepennella
- Coleophora arefactella
- Coleophora arenariella
- Coleophora arenbergella
- Coleophora arenbergeri
- Coleophora arenicola
- Coleophora areniphila
- Coleophora argandabella
- Coleophora argentariella
- Coleophora argentella
- Coleophora argenteonivea
- Coleophora argentialbella
- Coleophora argentifimbriata
- Coleophora argentilimbella
- Coleophora argentivittella
- Coleophora argentula
- Coleophora argentulella
- Coleophora argopleura
- Coleophora argyrella
- Coleophora argyrophlebella
- Coleophora artemisiae
- Coleophora artemisicolella
- Coleophora artemisiella
- Coleophora asiaeminoris
- Coleophora asperginella
- Coleophora assimilatella
- Coleophora astericola
- Coleophora asterifoliella
- Coleophora asteris
- Coleophora asterophagella
- Coleophora asterosella
- Coleophora asthenella
- Coleophora astragalella
- Coleophora astragalorum
- Coleophora atlantica
- Coleophora atlanticella
- Coleophora atlanticolella
- Coleophora atrilineella
- Coleophora atriplicis
- Coleophora atriplicivora
- Coleophora atromarginata
- Coleophora attalicella
- Coleophora audeoudi
- Coleophora aularia
- Coleophora aurata
- Coleophora aureliani
- Coleophora auricella
- Coleophora auricigrandella
- Coleophora auronitella
- Coleophora auropurpuriella
- Coleophora autumnella
- Coleophora axana
- Coleophora badiipennella
- Coleophora bagorella
- Coleophora balearica
- Coleophora ballotella
- Coleophora balloticolella
- Coleophora baltica
- Coleophora barbaricina
- Coleophora basimaculella
- Coleophora basistrigella
- Coleophora bazae
- Coleophora bedella
- Coleophora bella
- Coleophora benanderi
- Coleophora benedictella
- Coleophora benestrigatella
- Coleophora berlandella
- Coleophora betae
- Coleophora betica
- Coleophora beticella
- Coleophora betulaenanae
- Coleophora betulella
- Coleophora betulifolia
- Coleophora betulivora
- Coleophora bicolorella
- Coleophora bidens
- Coleophora bidentella
- Coleophora biforis
- Coleophora bifrondella
- Coleophora bifurcella
- Coleophora bihastulifera
- Coleophora bilineatella
- Coleophora bilineella
- Coleophora biminimmaculella
- Coleophora binderella
- Coleophora binotapennella
- Coleophora binotatella
- Coleophora bipunctella
- Coleophora biseriatella
- Coleophora biskraensis
- Coleophora bispinatella
- Coleophora bistrigella
- Coleophora bivittella
- Coleophora bojalyshi
- Coleophora borea
- Coleophora boreella
- Coleophora bornicensis
- Coleophora botaurella
- Coleophora botauripennella
- Coleophora bothnicella
- Coleophora botthniella
- Coleophora brevipalpella
- Coleophora breviuscula
- Coleophora breyeri
- Coleophora brigensis
- Coleophora broennoeella
- Coleophora brunneella
- Coleophora brunneipennis
- Coleophora brunneosignata
- Coleophora bucovinella
- Coleophora buettneri
- Coleophora bulganella
- Coleophora burmanni
- Coleophora buttneri
- Coleophora caelebipennella
- Coleophora caespititiella
- Coleophora calandrella
- Coleophora calcariella
- Coleophora caliacraella
- Coleophora calligoni
- Coleophora calycotomella
- Coleophora campella
- Coleophora campestriphaga
- Coleophora camphorosmella
- Coleophora canadensisella
- Coleophora canariella
- Coleophora canariipennella
- Coleophora candidella
- Coleophora captiosa
- Coleophora caraganae
- Coleophora carchara
- Coleophora carelica
- Coleophora caroxyli
- Coleophora carpinella
- Coleophora cartilaginella
- Coleophora caryaefoliella
- Coleophora castalia
- Coleophora castelensis
- Coleophora castipennella
- Coleophora caucasica
- Coleophora cavillosa
- Coleophora cecidophorella
- Coleophora centaureicolella
- Coleophora centralis
- Coleophora centrota
- Coleophora cerasivorella
- Coleophora ceratoidis
- Coleophora cercidiphyllella
- Coleophora cerinaula
- Coleophora certhiella
- Coleophora cervinella
- Coleophora chalcogrammella
- Coleophora chalybaeella
- Coleophora chamaedriella
- Coleophora chamaedryella
- Coleophora chambersella
- Coleophora changaica
- Coleophora chariotis
- Coleophora charistis
- Coleophora chenopodii
- Coleophora chiarelliae
- Coleophora chiclanensis
- Coleophora chordoscelis
- Coleophora chretienella
- Coleophora chretieni
- Coleophora christenseni
- Coleophora chrysanthemi
- Coleophora chrysocomae
- Coleophora chrysopsella
- Coleophora ciconiella
- Coleophora ciliaeochrella
- Coleophora ciliataephaga
- Coleophora cinerea
- Coleophora cinerella
- Coleophora circumdatella
- Coleophora cistorum
- Coleophora citrarga
- Coleophora clarissa
- Coleophora clathrella
- Coleophora climacopterae
- Coleophora clypeiferella
- Coleophora cnossiaca
- Coleophora coarctataephaga
- Coleophora coarctella
- Coleophora coelebipennella
- Coleophora coenosipennella
- Coleophora collina
- Coleophora colutella
- Coleophora comptoniella
- Coleophora concolorella
- Coleophora confluella
- Coleophora confusa
- Coleophora congeriella
- Coleophora conspicuella
- Coleophora constanti
- Coleophora contrariella
- Coleophora conyzae
- Coleophora coracipennella
- Coleophora coracipennis
- Coleophora cornelia
- Coleophora cornivorella
- Coleophora cornuta
- Coleophora cornutella
- Coleophora coronillae
- Coleophora corruscipennella
- Coleophora corsicella
- Coleophora corylifoliella
- Coleophora corymbosiella
- Coleophora cothurnella
- Coleophora cracella
- Coleophora crassicornella
- Coleophora cratipennella
- Coleophora crepidella
- Coleophora crepidinella
- Coleophora cretaticostella
- Coleophora cretensis
- Coleophora cribrella
- Coleophora crinita
- Coleophora cristinae
- Coleophora crocinella
- Coleophora crocogrammos
- Coleophora crossanthes
- Coleophora crossophanes
- Coleophora crypsiphanes
- Coleophora cteis
- Coleophora cuencella
- Coleophora cuprariella
- Coleophora cuprifulgella
- Coleophora currucipennella
- Coleophora cygnipennella
- Coleophora cypriacella
- Coleophora cyrniella
- Coleophora cyrta
- Coleophora cytisanthi
- Coleophora dahurica
- Coleophora dannehli
- Coleophora darigangae
- Coleophora deauratella
- Coleophora debilella
- Coleophora decipiens
- Coleophora decoratella
- Coleophora defessella
- Coleophora degenerella
- Coleophora delgerella
- Coleophora delibutella
- Coleophora delicatella
- Coleophora demaculella
- Coleophora denigrella
- Coleophora dentatella
- Coleophora dentiferella
- Coleophora dentiferoides
- Coleophora depauperella
- Coleophora depunctella
- Coleophora derasofasciella
- Coleophora derivatella
- Coleophora derrai
- Coleophora deserticola
- Coleophora deviella
- Coleophora dextrella
- Coleophora dianthi
- Coleophora dianthivora
- Coleophora dichroella
- Coleophora didyma
- Coleophora didymella
- Coleophora diffinis
- Coleophora diffusa
- Coleophora digitella
- Coleophora dignella
- Coleophora digrammella
- Coleophora dilabens
- Coleophora diogenes
- Coleophora dipalliata
- Coleophora directella
- Coleophora discifera
- Coleophora discomaculella
- Coleophora discordella
- Coleophora discostriata
- Coleophora dissociella
- Coleophora distinctella
- Coleophora ditella
- Coleophora dormiens
- Coleophora dorycniella
- Coleophora draghiaella
- Coleophora drymidis
- Coleophora drypidis
- Coleophora dubiella
- Coleophora dubiosa
- Coleophora duplicis
- Coleophora dylineella
- Coleophora echinacea
- Coleophora echinella
- Coleophora echinopsilonella
- Coleophora echyropis
- Coleophora edithae
- Coleophora efflua
- Coleophora egenella
- Coleophora eichleri
- Coleophora elaeagnisella
- Coleophora elephantacolorella
- Coleophora elephantella
- Coleophora emberizella
- Coleophora encasia
- Coleophora enchitis
- Coleophora enchorda
- Coleophora enervatella
- Coleophora entoloma
- Coleophora eothina
- Coleophora epijudaica
- Coleophora epiphanopa
- Coleophora eremica
- Coleophora eremodes
- Coleophora eremosparti
- Coleophora ericoides
- Coleophora erigerella
- Coleophora erratella
- Coleophora escalerai
- Coleophora esignata
- Coleophora espunaella
- Coleophora etelka
- Coleophora eucera
- Coleophora eucoleos
- Coleophora eudoriella
- Coleophora eupepla
- Coleophora eupreta
- Coleophora euryaula
- Coleophora exarga
- Coleophora exasperatella
- Coleophora excellens
- Coleophora expressella
- Coleophora fabriciella
- Coleophora fagicorticella
- Coleophora falcigerella
- Coleophora famella
- Coleophora fatmella
- Coleophora fayalensis
- Coleophora femorella
- Coleophora fergana
- Coleophora festivella
- Coleophora filaginella
- Coleophora fimbriosella
- Coleophora fiorii
- Coleophora fischeri
- Coleophora flabelligerella
- Coleophora flava
- Coleophora flavescentella
- Coleophora flavicornis
- Coleophora flavicosta
- Coleophora flaviella
- Coleophora flaviginella
- Coleophora flavilineella
- Coleophora flavineella
- Coleophora flavipennella
- Coleophora flavogrisea
- Coleophora flavovena
- Coleophora fletcherella
- Coleophora frankii
- Coleophora franzi
- Coleophora fraternella
- Coleophora fraudulentella
- Coleophora fretella
- Coleophora fringillella
- Coleophora frischella
- Coleophora fuchsiella
- Coleophora fulgidella
- Coleophora fulvociliella
- Coleophora fulvosquamella
- Coleophora fusca
- Coleophora fuscatella
- Coleophora fuscedinella
- Coleophora fuscicornis
- Coleophora fuscinervella
- Coleophora fuscoaenea
- Coleophora fuscociliella
- Coleophora fuscocuprella
- Coleophora fuscolineata
- Coleophora fuscopictella
- Coleophora fuscostraminella
- Coleophora fuscostrigella
- Coleophora galactaula
- Coleophora galatellae
- Coleophora galbulipennella
- Coleophora galligena
- Coleophora gallipennella
- Coleophora gallivora
- Coleophora gallurella
- Coleophora gardesanella
- Coleophora gaviaepennella
- Coleophora gaylussaciella
- Coleophora gazella
- Coleophora genistae
- Coleophora gerasimovi
- Coleophora ghorella
- Coleophora gielisi
- Coleophora gigantella
- Coleophora gilveolella
- Coleophora giraudi
- Coleophora glabricella
- Coleophora glaseri
- Coleophora glaucella
- Coleophora glaucicolella
- Coleophora glissandella
- Coleophora glitzella
- Coleophora gnaphalii
- Coleophora gogovi
- Coleophora gomerella
- Coleophora gotlandica
- Coleophora gozmanyi
- Coleophora gracilella
- Coleophora gramminicolella
- Coleophora granifera
- Coleophora granulatella
- Coleophora gredosella
- Coleophora griseicornella
- Coleophora griseomixta
- Coleophora gryphipennella
- Coleophora guttella
- Coleophora guttiferella
- Coleophora gymnocarpella
- Coleophora gypsella
- Coleophora gypsophilae
- Coleophora hackmani
- Coleophora hackmanni
- Coleophora hadrocerella
- Coleophora hafneri
- Coleophora halimionella
- Coleophora halmodes
- Coleophora halophilella
- Coleophora haloxyli
- Coleophora haloxylonella
- Coleophora hamata
- Coleophora hancola
- Coleophora haplopennella
- Coleophora hatamae
- Coleophora haywardi
- Coleophora hederella
- Coleophora heinrichella
- Coleophora helianthemella
- Coleophora helichrysiella
- Coleophora hemerobiella
- Coleophora hemerobiola
- Coleophora heratella
- Coleophora heringi
- Coleophora hermanniella
- Coleophora hiberica
- Coleophora hieronella
- Coleophora hilmendella
- Coleophora hippodromica
- Coleophora hispanica
- Coleophora hispanicella
- Coleophora hololeucella
- Coleophora honestella
- Coleophora hongorella
- Coleophora horatioella
- Coleophora hornigi
- Coleophora hospitiella
- Coleophora hsiaolingensis
- Coleophora hungariae
- Coleophora hydrolapathella
- Coleophora hypomona
- Coleophora hyssopi
- Coleophora hystricella
- Coleophora ibipennella
- Coleophora icarella
- Coleophora ichthyura
- Coleophora icterella
- Coleophora ictericella
- Coleophora idaeella
- Coleophora ignobilis
- Coleophora ignotella
- Coleophora illustrata
- Coleophora imbecilla
- Coleophora immortalis
- Coleophora impalella
- Coleophora implicitella
- Coleophora impunctata
- Coleophora incanella
- Coleophora inconstans
- Coleophora incultella
- Coleophora indefinitella
- Coleophora inequidentella
- Coleophora inermis
- Coleophora infantilella
- Coleophora infantinella
- Coleophora infibulatella
- Coleophora inflatae
- Coleophora infolliculella
- Coleophora infuscatella
- Coleophora innotabilis
- Coleophora inornatella
- Coleophora insulicola
- Coleophora intensa
- Coleophora intermedia
- Coleophora intermediella
- Coleophora intermixta
- Coleophora interrupta
- Coleophora intexta
- Coleophora inulae
- Coleophora inulaefoliae
- Coleophora inulifolia
- Coleophora inusitatella
- Coleophora inversella
- Coleophora involucrella
- Coleophora iranella
- Coleophora irroratella
- Coleophora isabellina
- Coleophora islamella
- Coleophora isodonta
- Coleophora isomoera
- Coleophora italiae
- Coleophora japonicella
- Coleophora jebeli
- Coleophora jefreniensis
- Coleophora jerichoella
- Coleophora jerusalemella
- Coleophora joannisella
- Coleophora jordanella
- Coleophora judaica
- Coleophora juglandella
- Coleophora juncicolella
- Coleophora jynxella
- Coleophora kahaourella
- Coleophora kalmiella
- Coleophora kandevanella
- Coleophora karadaghi
- Coleophora karvoneni
- Coleophora kashkaella
- Coleophora kasyi
- Coleophora kaszabi
- Coleophora kautzi
- Coleophora kearfottella
- Coleophora keireuki
- Coleophora klemensiewiczi
- Coleophora klimeschi
- Coleophora klimeschiella
- Coleophora koebeli
- Coleophora kondarensis
- Coleophora kronella
- Coleophora kurdistanella
- Coleophora kurokoi
- Coleophora kuznetzovi
- Coleophora kyffhusana
- Coleophora laconiae
- Coleophora lacunicolella
- Coleophora laevipennis
- Coleophora lantosquella
- Coleophora lapidicornis
- Coleophora laricella
- Coleophora laripennella
- Coleophora lashkarella
- Coleophora lasiocharis
- Coleophora lasloella
- Coleophora lassella
- Coleophora laticornella
- Coleophora laticostella
- Coleophora latilineella
- Coleophora latistriella
- Coleophora latistrigella
- Coleophora latronella
- Coleophora laurentella
- Coleophora lebedella
- Coleophora ledi
- Coleophora lenae
- Coleophora lentella
- Coleophora lepigreella
- Coleophora lepyropis
- Coleophora lessinica
- Coleophora leucala
- Coleophora leucanthella
- Coleophora leucapennella
- Coleophora leucapennis
- Coleophora leucobela
- Coleophora leucocharis
- Coleophora leucochrysella
- Coleophora leucogrammella
- Coleophora leucophaeella
- Coleophora leucopodella
- Coleophora leucostoma
- Coleophora leucostrigella
- Coleophora leuroses
- Coleophora lewandowskii
- Coleophora lima
- Coleophora limosipennella
- Coleophora lineapulvella
- Coleophora lineariella
- Coleophora lineata
- Coleophora lineatella
- Coleophora lineola
- Coleophora linoplecta
- Coleophora linosyridella
- Coleophora linosyris
- Coleophora liriophorella
- Coleophora lithargyrinella
- Coleophora littorella
- Coleophora lixella
- Coleophora longicornella
- Coleophora longicostella
- Coleophora longipalpella
- Coleophora longisignella
- Coleophora loti
- Coleophora lucidella
- Coleophora lugduniella
- Coleophora lunensis
- Coleophora lurida
- Coleophora lusciniaepennella
- Coleophora lutatiella
- Coleophora luteocostella
- Coleophora luteolella
- Coleophora lutipennella
- Coleophora lycii
- Coleophora lynosyridella
- Coleophora macedonica
- Coleophora machinella
- Coleophora macilenta
- Coleophora macrobiella
- Coleophora macrura
- Coleophora maculipennella
- Coleophora maghrebina
- Coleophora magnatella
- Coleophora malatiella
- Coleophora malivorella
- Coleophora mandschuriae
- Coleophora maneella
- Coleophora manifesta
- Coleophora manitoba
- Coleophora marcella
- Coleophora marginatella
- Coleophora marianii
- Coleophora mariniella
- Coleophora maritella
- Coleophora maritimella
- Coleophora maturella
- Coleophora mauretanica
- Coleophora mausoleae
- Coleophora mausolella
- Coleophora mayrella
- Coleophora mcdunnoughiella
- Coleophora medelichensis
- Coleophora medicaginella
- Coleophora medicaginis
- Coleophora medicagivora
- Coleophora mediocris
- Coleophora mediodens
- Coleophora mediostrigata
- Coleophora megaloptila
- Coleophora melanograpta
- Coleophora melilotella
- Coleophora melissella
- Coleophora mellechella
- Coleophora mendosella
- Coleophora menephilella
- Coleophora meridionalis
- Coleophora meridionella
- Coleophora metallica
- Coleophora metallicella
- Coleophora microalbella
- Coleophora microeucera
- Coleophora micromeriae
- Coleophora micronotella
- Coleophora microspinella
- Coleophora microtitae
- Coleophora microxantha
- Coleophora millefoliella
- Coleophora millefolii
- Coleophora milvipennis
- Coleophora minaxella
- Coleophora minimella
- Coleophora minoica
- Coleophora miserella
- Coleophora modicella
- Coleophora moehringiae
- Coleophora moeniacella
- Coleophora moestella
- Coleophora molesta
- Coleophora molybdodella
- Coleophora monardae
- Coleophora monardella
- Coleophora mongetella
- Coleophora monoceros
- Coleophora monteiroi
- Coleophora montihospitella
- Coleophora moronella
- Coleophora motacillella
- Coleophora muehligella
- Coleophora multicristatella
- Coleophora multipulvella
- Coleophora murciana
- Coleophora murinella
- Coleophora murinipennella
- Coleophora musculella
- Coleophora nageli
- Coleophora namakella
- Coleophora namangana
- Coleophora nanophyti
- Coleophora necessaria
- Coleophora nemorella
- Coleophora nemorum
- Coleophora nervosella
- Coleophora nevadella
- Coleophora neviusiella
- Coleophora nicaeella
- Coleophora nigralineella
- Coleophora nigricella
- Coleophora nigricornis
- Coleophora nigridorsella
- Coleophora nigrita
- Coleophora nigrosparsella
- Coleophora nigrosquamella
- Coleophora nigrostigmatella
- Coleophora nigrostriata
- Coleophora nikiella
- Coleophora niphocrossa
- Coleophora niphomesta
- Coleophora nitens
- Coleophora nitidipennella
- Coleophora nivea
- Coleophora niveiciliella
- Coleophora niveicostella
- Coleophora niveistrigella
- Coleophora niveopictella
- Coleophora nivifera
- Coleophora noacki
- Coleophora nomgona
- Coleophora novella
- Coleophora nubivagella
- Coleophora nurmahal
- Coleophora nutantella
- Coleophora obducta
- Coleophora obliterata
- Coleophora obscenella
- Coleophora obscura
- Coleophora obscuratella
- Coleophora obscurea
- Coleophora obscurella
- Coleophora obscuripalpella
- Coleophora obtectella
- Coleophora obtusella
- Coleophora obviella
- Coleophora occatella
- Coleophora occidentalis
- Coleophora occidentis
- Coleophora ochrea
- Coleophora ochrella
- Coleophora ochripennella
- Coleophora ochristrigella
- Coleophora ochroflava
- Coleophora ochroneura
- Coleophora ochrostriata
- Coleophora octagonella
- Coleophora ocymoidella
- Coleophora odorariella
- Coleophora ogmotona
- Coleophora oligostropha
- Coleophora olivaceella
- Coleophora olympica
- Coleophora onobrychiella
- Coleophora ononidella
- Coleophora onopordiella
- Coleophora onosmella
- Coleophora opacella
- Coleophora opulens
- Coleophora oranella
- Coleophora orbitella
- Coleophora ordinaria
- Coleophora oriolella
- Coleophora ornatipennella
- Coleophora orogella
- Coleophora orotavensis
- Coleophora orphnoceros
- Coleophora ortneri
- Coleophora ortrina
- Coleophora ostryae
- Coleophora otidipennella
- Coleophora otitae
- Coleophora oxyphaea
- Coleophora pabulella
- Coleophora pagmana
- Coleophora pagodella
- Coleophora palaestinella
- Coleophora palifera
- Coleophora pallescentella
- Coleophora palliatella
- Coleophora pallida
- Coleophora pallidata
- Coleophora palliipennella
- Coleophora pallorella
- Coleophora paludicola
- Coleophora paludoides
- Coleophora palumbipennella
- Coleophora pannonicella
- Coleophora pappiferella
- Coleophora paradoxella
- Coleophora paradrymides
- Coleophora paragenistae
- Coleophora paragiraudi
- Coleophora parajudaica
- Coleophora paraobviella
- Coleophora paraononidella
- Coleophora parapredotella
- Coleophora paraptarmica
- Coleophora parasalmani
- Coleophora paraspumosella
- Coleophora paratanaceti
- Coleophora parcella
- Coleophora parenthella
- Coleophora paripennella
- Coleophora parmeliella
- Coleophora parthenica
- Coleophora partitella
- Coleophora parvella
- Coleophora patzaki
- Coleophora paucinotella
- Coleophora pauperculella
- Coleophora pechi
- Coleophora pelinopis
- Coleophora pellicornella
- Coleophora peralba
- Coleophora percanella
- Coleophora percnoceros
- Coleophora peregrinaevorella
- Coleophora peri
- Coleophora peribenanderi
- Coleophora perissa
- Coleophora perplexella
- Coleophora perserenella
- Coleophora persimilis
- Coleophora persimplexella
- Coleophora peterseni
- Coleophora petraea
- Coleophora phaeocentra
- Coleophora phlomidella
- Coleophora phlomidis
- Coleophora picardella
- Coleophora picticornis
- Coleophora pilicornis
- Coleophora pinkeri
- Coleophora piperata
- Coleophora pirizanella
- Coleophora pisella
- Coleophora platyphyllae
- Coleophora plicipunctella
- Coleophora plumbella
- Coleophora plurifoliella
- Coleophora plusiella
- Coleophora podoliensis
- Coleophora poecilella
- Coleophora polemoniella
- Coleophora polichomriella
- Coleophora polichomriensis
- Coleophora politella
- Coleophora polonica
- Coleophora polonicella
- Coleophora polycarpaeae
- Coleophora polynella
- Coleophora pontica
- Coleophora portneri
- Coleophora portulacae
- Coleophora potentillae
- Coleophora praecipua
- Coleophora praecursella
- Coleophora praeposita
- Coleophora pratella
- Coleophora predotella
- Coleophora preisseckeri
- Coleophora prepostera
- Coleophora presbytica
- Coleophora principiella
- Coleophora prinziella
- Coleophora propinqua
- Coleophora protecta
- Coleophora pruniella
- Coleophora prunifoliae
- Coleophora psamata
- Coleophora psammion
- Coleophora pseudociconiella
- Coleophora pseudodirectella
- Coleophora pseudoditella
- Coleophora pseudojudaica
- Coleophora pseudolinosyris
- Coleophora pseudoobviella
- Coleophora pseudophlomidella
- Coleophora pseudopoecilella
- Coleophora pseudoprunifoliae
- Coleophora pseudorepentis
- Coleophora pseudoserenella
- Coleophora psilopterella
- Coleophora psychropa
- Coleophora ptarmicia
- Coleophora pterosparti
- Coleophora ptilocharis
- Coleophora puberoloides
- Coleophora pudica
- Coleophora pulchricornis
- Coleophora pulchripennis
- Coleophora pulmonariella
- Coleophora punctipennella
- Coleophora punctulatella
- Coleophora punica
- Coleophora purifica
- Coleophora pyrenaica
- Coleophora pyrrhulipennella
- Coleophora quadrifariella
- Coleophora quadrilineella
- Coleophora quadrilineolella
- Coleophora quadristraminella
- Coleophora quadristrigella
- Coleophora quadruplex
- Coleophora querciella
- Coleophora quercivorella
- Coleophora qulikushella
- Coleophora radiosella
- Coleophora ramosella
- Coleophora ravillella
- Coleophora razowskii
- Coleophora rebeli
- Coleophora rectilineella
- Coleophora reisseri
- Coleophora remotella
- Coleophora repentis
- Coleophora retifera
- Coleophora reznikiella
- Coleophora rhanteriella
- Coleophora rhododendri
- Coleophora ribasella
- Coleophora richteri
- Coleophora riffelensis
- Coleophora ringoniella
- Coleophora robustella
- Coleophora roessleri
- Coleophora roridella
- Coleophora rosacella
- Coleophora rosaefoliella
- Coleophora rosaevorella
- Coleophora rubritaeniella
- Coleophora rufoluteella
- Coleophora rugosae
- Coleophora rugulosa
- Coleophora rupestrella
- Coleophora sabulella
- Coleophora sabuletella
- Coleophora sabulicola
- Coleophora saccharella
- Coleophora sacramenta
- Coleophora sahariana
- Coleophora salicivorella
- Coleophora salicorniae
- Coleophora salinella
- Coleophora salinoidella
- Coleophora salmani
- Coleophora salsolella
- Coleophora salviella
- Coleophora santolinae
- Coleophora santolinella
- Coleophora saponariella
- Coleophora sardiniae
- Coleophora sardocorsa
- Coleophora sarehma
- Coleophora sarobiensis
- Coleophora sarothamni
- Coleophora satellitella
- Coleophora saturatella
- Coleophora saudita
- Coleophora saxauli
- Coleophora saxicolella
- Coleophora scabrida
- Coleophora scaleuta
- Coleophora scariphota
- Coleophora schaeuffeleella
- Coleophora schahkuhensis
- Coleophora schirazella
- Coleophora schmidti
- Coleophora scioleuca
- Coleophora sciurella
- Coleophora scolopacinella
- Coleophora scolopiphora
- Coleophora seguiella
- Coleophora semicinerea
- Coleophora seminalis
- Coleophora seminella
- Coleophora semistriatella
- Coleophora semistrigata
- Coleophora separatella
- Coleophora serenella
- Coleophora sergii
- Coleophora serinipennella
- Coleophora seriphidii
- Coleophora serpylletorum
- Coleophora serratella
- Coleophora serratulella
- Coleophora setipalpella
- Coleophora sexdentatella
- Coleophora shadeganensis
- Coleophora shaleriella
- Coleophora sibirica
- Coleophora sibiricella
- Coleophora siccifolia
- Coleophora silenella
- Coleophora siliquella
- Coleophora similis
- Coleophora simillima
- Coleophora simillimella
- Coleophora simulatella
- Coleophora singreni
- Coleophora sivandella
- Coleophora skanesella
- Coleophora skopusella
- Coleophora sobrinella
- Coleophora sociella
- Coleophora soffneri
- Coleophora soffneriella
- Coleophora solenella
- Coleophora solidaginella
- Coleophora solitariella
- Coleophora soraida
- Coleophora soriaella
- Coleophora sosisperma
- Coleophora spargospinella
- Coleophora sparsiatomella
- Coleophora sparsipulvella
- Coleophora sparsipuncta
- Coleophora spartiella
- Coleophora spenceri
- Coleophora spiniferella
- Coleophora spiraeella
- Coleophora spiralis
- Coleophora spissicornis
- Coleophora spumosella
- Coleophora spurcata
- Coleophora squalorella
- Coleophora squamella
- Coleophora squamosella
- Coleophora srenella
- Coleophora stachi
- Coleophora staehelinella
- Coleophora statherota
- Coleophora stefanii
- Coleophora stegosaurus
- Coleophora stenidella
- Coleophora stepposa
- Coleophora sternipennella
- Coleophora stimuligera
- Coleophora stramentella
- Coleophora straminella
- Coleophora striata
- Coleophora striatipennella
- Coleophora strigiferella
- Coleophora strigosella
- Coleophora striolatella
- Coleophora struella
- Coleophora struthionipennella
- Coleophora strutiella
- Coleophora stuposa
- Coleophora suaedae
- Coleophora suaedicola
- Coleophora suaedivora
- Coleophora subahenella
- Coleophora subapicis
- Coleophora subcastanea
- Coleophora subdirectella
- Coleophora suberosella
- Coleophora subexcellens
- Coleophora sublineariella
- Coleophora subnigra
- Coleophora subnivea
- Coleophora subochrea
- Coleophora suboriolella
- Coleophora subparcella
- Coleophora subtractella
- Coleophora succursella
- Coleophora sudanella
- Coleophora summivola
- Coleophora sumptuosa
- Coleophora supinella
- Coleophora sylvaticella
- Coleophora symphistropha
- Coleophora synchrocera
- Coleophora syriaca
- Coleophora szekessyi
- Coleophora tacera
- Coleophora tadzhikiella
- Coleophora taeniipennella
- Coleophora talynella
- Coleophora tamesis
- Coleophora tanaceti
- Coleophora tanitella
- Coleophora tanyleuca
- Coleophora tariata
- Coleophora tarsocoma
- Coleophora tauricella
- Coleophora taygeti
- Coleophora teidensis
- Coleophora telavivella
- Coleophora teneriffella
- Coleophora tengstroemella
- Coleophora tenuis
- Coleophora terenaula
- Coleophora tersocoma
- Coleophora tesquorum
- Coleophora testudo
- Coleophora texanella
- Coleophora textoria
- Coleophora thalasella
- Coleophora thalassella
- Coleophora therinella
- Coleophora thermoleuca
- Coleophora thiophaea
- Coleophora tholoneura
- Coleophora thulea
- Coleophora thuringiaca
- Coleophora thurneri
- Coleophora thymi
- Coleophora tiliaefoliella
- Coleophora tiliella
- Coleophora tinctoriella
- Coleophora tolensis
- Coleophora tollamseliella
- Coleophora tolli
- Coleophora tolliella
- Coleophora totanae
- Coleophora toxotis
- Coleophora tozeurensis
- Coleophora tractella
- Coleophora traganella
- Coleophora transcaspica
- Coleophora transcaucasica
- Coleophora traugotti
- Coleophora tremefacta
- Coleophora treskaensis
- Coleophora trichopterella
- Coleophora tricolor
- Coleophora tridentifera
- Coleophora trientella
- Coleophora trifariella
- Coleophora trifisella
- Coleophora triflua
- Coleophora trifolii
- Coleophora triganella
- Coleophora trigeminella
- Coleophora trilineella
- Coleophora triplicis
- Coleophora tripoliella
- Coleophora tripolitana
- Coleophora tristella
- Coleophora tristraminata
- Coleophora tristrigella
- Coleophora tritici
- Coleophora trizonella
- Coleophora trochilella
- Coleophora trochilipennella
- Coleophora troglodytella
- Coleophora tsherkesi
- Coleophora tshiligella
- Coleophora tshogoni
- Coleophora turbatella
- Coleophora turolella
- Coleophora tuscaemiliella
- Coleophora tuvensis
- Coleophora tyrrhaenica
- Coleophora tytri
- Coleophora uliginosella
- Coleophora ulmifoliella
- Coleophora ulmivorella
- Coleophora umbratica
- Coleophora unicolorella
- Coleophora unicrenata
- Coleophora uniformis
- Coleophora unigenella
- Coleophora unipunctella
- Coleophora unistriella
- Coleophora univittella
- Coleophora uralensis
- Coleophora ussuriella
- Coleophora vacciniella
- Coleophora vacciniivorella
- Coleophora vagans
- Coleophora valesianella
- Coleophora vancouverensis
- Coleophora vanderwolfi
- Coleophora varii
- Coleophora variicornis
- Coleophora wegmarni
- Coleophora ventadelsolella
- Coleophora ventifuga
- Coleophora vermiculatella
- Coleophora vernella
- Coleophora vernoniaella
- Coleophora versurella
- Coleophora vestalella
- Coleophora vestianella
- Coleophora vibicella
- Coleophora vibicigerella
- Coleophora viburniella
- Coleophora vicinella
- Coleophora viettella
- Coleophora vigilis
- Coleophora wilkinsoni
- Coleophora wiltshirei
- Coleophora viminetella
- Coleophora virgatella
- Coleophora virgaureae
- Coleophora viridicuprella
- Coleophora viscidiflorella
- Coleophora vitilis
- Coleophora vitisella
- Coleophora vivesella
- Coleophora vlachi
- Coleophora wockeella
- Coleophora volckei
- Coleophora vulnerariae
- Coleophora vulpecula
- Coleophora vulpeculoides
- Coleophora wyethiae
- Coleophora xanthoargentea
- Coleophora xanthochlora
- Coleophora xanthoptera
- Coleophora xenia
- Coleophora yomogiella
- Coleophora zagella
- Coleophora zelleri
- Coleophora zelleriella
- Coleophora zernyi
- Coleophora zhusani
- Coleophora zhusguni
- Coleophora zimmermanni
- Coleophora zizarella
- Coleophora zonatella
- Coleophora zukowskii
- Coleophora zygotaenia
- Coleophora zymotica

## Hình ảnh

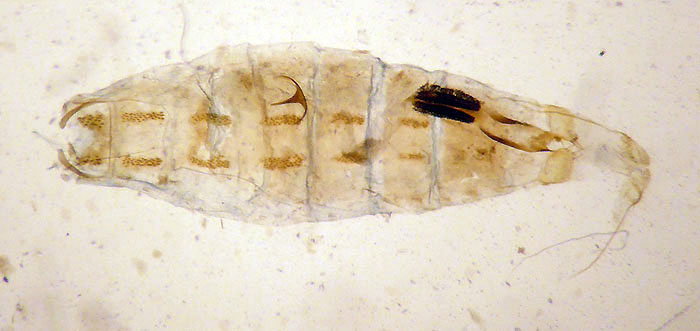
C. lusciniaepennella
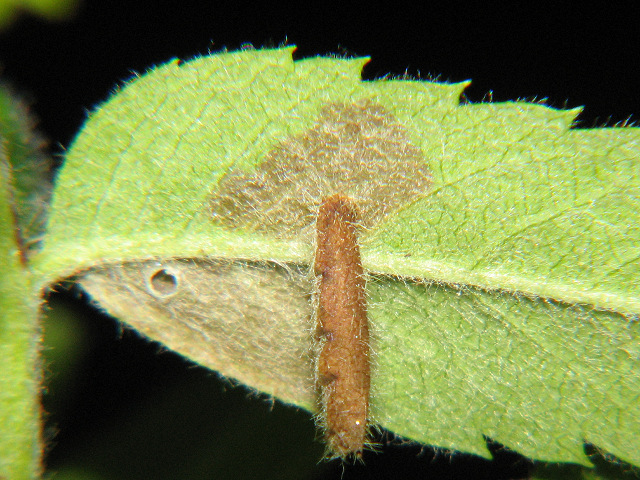
C. serratella
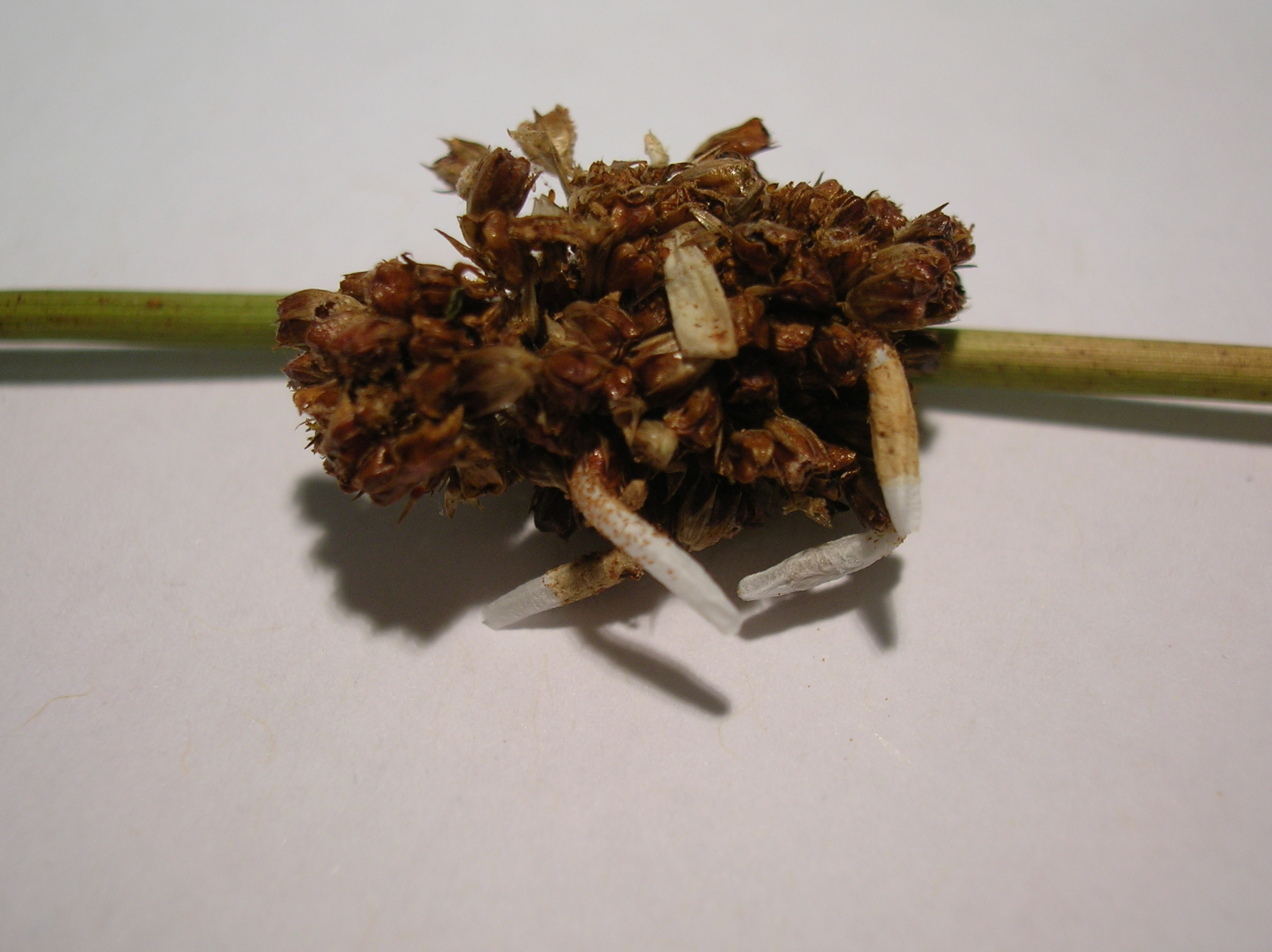
Juncus effusus
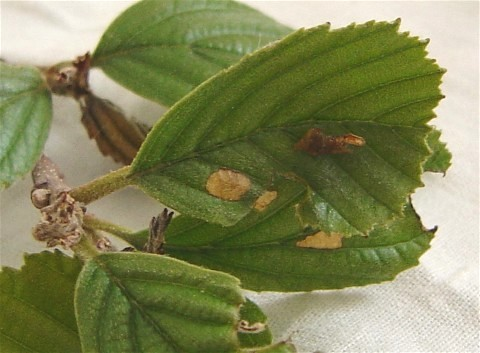
Alnus glutinosa
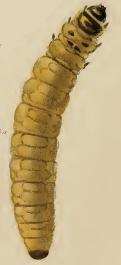
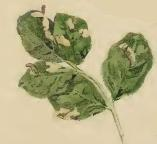